# Hawker Tornado
El Hawker Tornado fue un diseño de caza monoplaza británico de la Segunda Guerra Mundial, para la Real Fuerza Aérea, como reemplazo para el Hawker Hurricane. La planeada producción del Tornado fue cancelada después de que su motor, el Rolls-Royce Vulture, demostrara ser poco fiable en servicio. Un fuselaje paralelo que usaba el motor Napier Sabre entró en producción como el Hawker Typhoon.

## Diseño y desarrollo

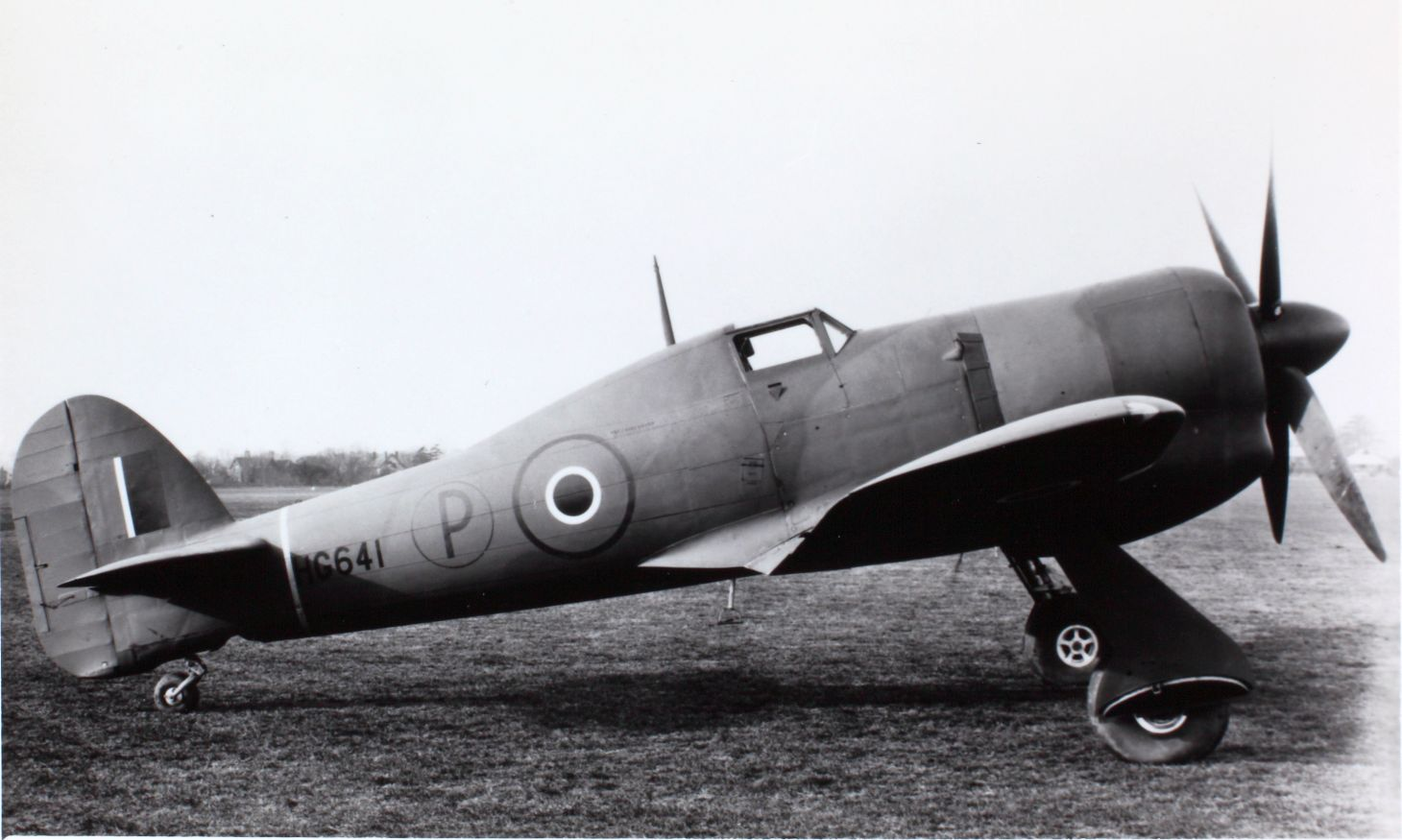
Hawker Tornado

Poco después de que el Hawker Hurricane entrara en servicio, Hawker comenzó a trabajar en su posible sucesor. Se acometieron dos proyectos alternativos: el Type N (por Napier), con un motor Napier Sabre, y el Type R (por Rolls-Royce), equipado con un Rolls-Royce Vulture. Hawker presentó un primer borrador de sus ideas al Ministerio del Aire en el que aconsejaba que se preparara una especificación para un caza así. La especificación fue publicada por el ministerio como Especificación F.18/37 tras realizarse más indicaciones desde Hawker. La especificación solicitaba un caza monoplaza armado con doce ametralladoras de 7,7 mm, requiriéndose una velocidad máxima de 644 km/h (400 mph) a 4600 m (15 000 pies) y un techo de vuelo de 10 700 m (35 000 pies). El 3 de marzo de 1938 se ordenaron dos prototipos tanto del Type N como del R.

### Descripción técnica
Ambos prototipos eran muy similares al Hurricane en la apariencia general, y compartían algunas de sus técnicas constructivas. El fuselaje delantero usaba la misma estructura de tubo de duraluminio estampado y atornillado, que había sido desarrollado por Sydney Camm y Fred Sigrist en 1925. El nuevo diseño presentaba puertas de apertura lateral de tipo coche para el acceso, y usaba una gran ala (12 m) que era mucho más gruesa en sección que las de aviones como el Spitfire. El fuselaje trasero, desde detrás de la cabina, se diferenciaba del usado por el Hurricane en que era una estructura de duraluminio semimonocasco, remachada . Las alas totalmente metálicas incorporaban las patas y los huecos para las ruedas del ancho tren de aterrizaje principal de retracción interior. Los dos modelos también eran muy similares entre sí; el avión R tenía un perfil de morro redondeado y un radiador ventral, mientras que el N tenía una cubierta más plana y un radiador de barbilla. El fuselaje del Tornado por delante de las alas era 30 cm más largo que el del Typhoon, las alas estaban instaladas 76 mm más bajas en el fuselaje, y el radiador estaba localizado en el interior del fuselaje. La configuración de 24 cilindros en X del Vulture requería dos juegos de salidas de escape a cada lado de la capota, y que el motor fuese montado más adelantado que el Sabre para salvar el larguero delantero del ala.

### Pruebas de vuelo
El 6 de octubre de 1939, el primer prototipo (P5219) fue volado por P. G. Lucas, habiendo sido trasladado primero desde Kingston a Langley para su terminación. Más pruebas de vuelo revelaron problemas de flujo alrededor del radiador, que fue más tarde recolocado en una posición de barbilla. Cambios posteriores incluyeron un área incrementada del timón, y la mejora de la planta motriz al motor Vulture Mark V. Las líneas de producción de Hawker se centraron en el Hurricane, con el resultado de que la terminación del segundo prototipo (P5224) fue significativamente retrasada. Presentaba el radiador de barbilla, ventanillas adicionales en el carenado detrás de la cabina, y las doce ametralladoras de 7,7 mm fueron reemplazadas por cuatro cañones Hispano de 20 mm. Voló por primera vez el 5 de diciembre de 1940, y estaba propulsado por un Vulture II, aunque al igual que en el caso del primer prototipo, más tarde se le instaló un Vulture V.

### Producción
Para evitar estorbar las líneas de montaje del Hurricane, la producción fue subcontratada a Avro (otra compañía del grupo Hawker) en Mánchester y la Cunliffe-Owen Aircraft en Eastleigh, ordenándose 1760 y 200 unidades respectivamente. Sin embargo, solo uno de estos aviones, de Avro, fue construido y volado (el R7936). Poco después de su primer vuelo en Woodford, el 29 de agosto de 1941, el programa del Vulture fue abandonado, seguido poco después por la cancelación de las órdenes del Tornado. En ese momento, cuatro aeronaves estaban en varias etapas de construcción en la planta de Avro en Yeadon, West Yorkshire.

### Motor Vulture
El Vulture fue cancelado realmente por Rolls-Royce en julio de 1941, debido parcialmente a los problemas experimentados en su uso en el Avro Manchester, pero principalmente para liberar recursos de desarrollo y producción para el motor Merlin. El Rolls-Royce Merlin también estaba empezando a producir los mismos niveles de potencia. Sin embargo, la instalación motora del Vulture en el Tornado estuvo relativamente libre de problemas y el avión mismo tenía menos problemas en vuelo que su contrapartida de motor Sabre. El tercer prototipo (HG641), el único otro Tornado en volar, lo hizo el 23 de octubre de 1941, propulsado por un motor radial Bristol Centaurus CE.4S de válvulas de camisa. Este Tornado fue construido a partir de dos fuselajes de producción incompletos (R7937 y R7938), y fue una bancada para probar una serie de combinaciones de motor Centaurus/hélice, siendo el progenitor del Hawker Tempest Mk.II.

## Operadores
Reino Unido
- Real Fuerza Aérea británica

## Especificaciones (Tornado con Vulture II)
Referencia datos: The Typhoon and Tempest Story, Hawker Aircraft Since 1920

### Características generales
- Tripulación: Uno (piloto)
- Longitud: 10,01 m
- Envergadura: 12,78 m
- Altura: 4,47 m
- Superficie alar: 26,3 m²
- Perfil alar: raíz: NACA 2219; punta: NACA 2213[5]
- Peso vacío: 3800 kg
- Peso cargado: 4318 kg
- Peso máximo al despegue: 4839 kg
- Planta motriz: 1× motor lineal X-24 refrigerado por líquido Rolls-Royce Vulture II.
  - Potencia: 1310 kW (1760 hp)

o 1x Rolls-Royce Vulture V de 1476 kW (1980 hp)
o 1x Bristol Centaurus CE 4S de 1648 kW (2210 hp)
- Hélices: de Havilland Hydromatic tripala de velocidad constante
- Diámetro de la hélice: 4,27 m
- Capacidad de combustible: 636 l

### Rendimiento
- Velocidad máxima operativa (Vno): 641 km/h a 7010 m (23 000 pies)(Vulture V)
- Techo de vuelo: 10 600 m (34 900 pies)
- Carga alar: 184 kg/m² (37,7 lb/sq ft)
- Potencia/peso: 0,3055 kW/kg (0,1858 hp/lb)
- Tiempo a altitud: 6100 m (20 000 pies) en 7 min, 12 s

### Armamento
- Armas de proyectiles: Provisión para 12 ametralladoras Browning de 7,7 mm (primer prototipo: P5219) o 4 cañones Hispano Mk.II de 20 mm (prototipos segundo y Centaurus: P5224, HG641).

### Aviónica
- P5224: equipado con R/T TR 9 de VHF

### Desarrollos relacionados
- Hawker Typhoon
- Hawker Tempest